# Saison 2014-2015 du Stade lavallois Mayenne Football Club
 (février 2024).
Chronologie
Saison précédente Saison suivante
La saison 2014-2015 du Stade lavallois est la 113e saison de l'histoire du club. Les Mayennais sont engagés dans trois compétitions : la Ligue 2 (30e participation) et la Coupe de France, et la Coupe de la Ligue.

## Résumé de la saison
Sur le plan comptable, le Stade lavallois réalise sa meilleure saison depuis la remontée en Ligue 2 en 2009. Solides défensivement et irréprochables dans l'état d'esprit, les hommes de Denis Zanko évoluent quasiment au complet toute la saison, et terminent à la huitième place.

## Effectif et encadrement

### Transferts
| Nom                  | Nationalité | Poste     | Transfert              | Provenance/Destination      | Division              |
| -------------------- | ----------- | --------- | ---------------------- | --------------------------- | --------------------- |
| Arrivées             |             |           |                        |                             |                       |
| Fouad Chafik         | Maroc       | Défenseur |                        | FC Istres OP                | Ligue 2 (D2)          |
| Djibril Konaté       | Mali        | Défenseur |                        | Angers SCO                  | Ligue 2 (D2)          |
| Adrien-Mehdi Monfray | France      | Défenseur |                        | CA Bastia                   | Ligue 2 (D2)          |
| Pierre-Yves Polomat  | France      | Défenseur | Prêt                   | AS Saint-Étienne            | Ligue 1 (D1)          |
| Ludovic Guerriero    | France      | Milieu    |                        | LB Châteauroux              | Ligue 2 (D2)          |
| Maxime Bourgeois     | France      | Attaquant |                        | LB Châteauroux              | Ligue 2 (D2)          |
| Wesley Saïd          | France      | Attaquant | Prêt                   | Stade rennais FC            | Ligue 1 (D1)          |
| Départs              |             |           |                        |                             |                       |
| Mike Vanhamel        | Belgique    | Gardien   | Résiliation de contrat | NEC Nimègue                 | Eerste Divisie (D2)   |
| Jordan Adéoti        | Bénin       | Défenseur | Fin de contrat         | SM Caen                     | Ligue 1 (D1)          |
| Gaëtan Belaud        | France      | Défenseur | Fin de contrat         | Stade brestois 29           | Ligue 2 (D2)          |
| Renaud Dreuslin      | France      | Défenseur |                        | TA Rennes                   | CFA2 (D5)             |
| Guillaume Rippert    | France      | Défenseur | Résiliation de contrat | FC Lausanne-Sport           | Challenge League (D2) |
| Miodrag Stošić       | Serbie      | Défenseur | Fin de contrat         | FK Voždovac                 | SuperLiga (D1)        |
| Makan Traoré         | France      | Défenseur | Résiliation de contrat | Paris SaInt-Germain FC rés. | CFA (D4)              |
| Amara Baby           | Sénégal     | Milieu    | Fin de prêt            | LB Châteauroux              | Ligue 2 (D2)          |
| Gary Coulibaly       | France      | Milieu    | Fin de contrat         | AC Ajaccio                  | Ligue 2 (D2)          |
| Emmanuel Thibault    | France      | Milieu    |                        | Le Mans FC                  | CFA2 (D5)             |
| Vahagn Militosyan    | Arménie     | Attaquant | Fin de contrat         | Grenoble Foot 38            | CFA (D4)              |
| Abdoulaye Sané       | France      | Attaquant | Fin de prêt            | Stade rennais FC            | Ligue 1 (D1)          |
| Julien Toudic        | France      | Attaquant | Fin de contrat         | CA Bastia                   | National (D3)         |

| Nom           | Nationalité | Poste  | Transfert              | Provenance/Destination | Division      |
| ------------- | ----------- | ------ | ---------------------- | ---------------------- | ------------- |
| Départs       |             |        |                        |                        |               |
| Damien Tibéri | France      | Milieu | Résiliation de contrat | CA Bastia              | National (D3) |

| Nom                 | Nationalité | Poste     | Transfert                | Provenance/Destination | Division     |
| ------------------- | ----------- | --------- | ------------------------ | ---------------------- | ------------ |
| Départs             |             |           |                          |                        |              |
| Christian Bekamenga | Cameroun    | Attaquant | Prêt avec option d'achat | ES Troyes AC           | Ligue 2 (D2) |

### Staff technique
- Entraîneur : Denis Zanko
- Entraîneur adjoint : Lilian Nalis
- Entraîneur des gardiens : Stéphane Osmond
- Préparateur physique : Guillaume Ravé
- Entraîneur équipe B : Bernard Mottais
- Entraîneur U19 : Jean-Fabien Peslier
- Entraîneur U17 : Stéphane Moreau
- Staff sportif : Jean-Marc Miton
- Responsable centre de formation : Stéphane Moreau
- Cellule de recrutement : Jean Costa

## Matchs de la saison

### Matchs amicaux
| Date                     | Adversaire          | Division      | Lieu               | Score | Buteurs du club           | Affluence |
| ------------------------ | ------------------- | ------------- | ------------------ | ----- | ------------------------- | --------- |
| Samedi 5 juillet 2014    | UNFP                | -             | Gorron             | 1 - 1 | Monfray 93e               |           |
| Mercredi 9 juillet 2014  | FC Lorient          | L1 (D1)       | Inzinzac-Lochrist  | 2 - 1 | Boumous 19e, Guirassy 39e |           |
| Samedi 12 juillet 2014   | Le Poiré-sur-Vie VF | National (D3) | Château-Gontier    | 1 - 0 | Gonçalves 12e             |           |
| Mercredi 16 juillet 2014 | Red Star FC         | National (D3) | Évron              | 0 - 0 | -                         |           |
| Samedi 19 juillet 2014   | Luçon VF            | National (D3) | Longeville-sur-Mer | 2 - 0 | Alla 9e, Mimoun 72e       |           |
| Vendredi 25 juillet 2014 | Tours FC            | L2 (D2)       | Tours              | 0 - 2 | -                         |           |

### Ligue 2
| Date                       | Journée | Adversaire             | Lieu | Score | Buteurs du club                            | Class. | Affluence |
| -------------------------- | ------- | ---------------------- | ---- | ----- | ------------------------------------------ | ------ | --------- |
| Vendredi 1er août 2014     | J01     | Chamois niortais FC    | Dom. | 1 - 1 | Lolohea 65e                                | 11     | 5.483     |
| Vendredi 8 août 2014       | J02     | Dijon FCO              | Ext. | 0 - 1 | -                                          | 15     | 7.281     |
| Vendredi 15 août 2014      | J03     | US Créteil-Lusitanos   | Dom. | 1 - 1 | Couturier 78e                              | 16     | 4.945     |
| Vendredi 22 août 2014      | J04     | ES Troyes AC           | Ext. | 0 - 0 | -                                          | 17     | 7.578     |
| Vendredi 29 août 2014      | J05     | AC Ajaccio             | Dom. | 0 - 0 | -                                          | 16     | 5.016     |
| Vendredi 12 septembre 2014 | J06     | US Orléans LF          | Ext. | 1 - 1 | Diallo 3e                                  | 17     | 4.469     |
| Vendredi 19 septembre 2014 | J07     | Angers SCO             | Dom. | 3 - 2 | Alla 40e 52e (pen.), Robic 87e             | 15     | 7.360     |
| Mardi 23 septembre 2014    | J08     | AC Arles-Avignon       | Ext. | 3 - 2 | Alla 3e (pen.), Bekamenga 17e 30e          | 8      | 1.361     |
| Vendredi 26 septembre 2014 | J09     | AS Nancy-Lorraine      | Dom. | 1 - 1 | Bourgeois 36e                              | 9      | 5.503     |
| Vendredi 3 octobre 2014    | J10     | Nîmes Olympique        | Ext. | 0 - 0 | -                                          | 9      | 4.748     |
| Vendredi 17 octobre 2014   | J11     | Stade brestois 29      | Dom. | 2 - 2 | Bekamenga 72e, Robic 84e                   | 11     | 5.777     |
| Vendredi 24 octobre 2014   | J12     | FC Sochaux-Montbéliard | Ext. | 1 - 1 | Lolohea 49e                                | 10     | 8.500     |
| Vendredi 31 octobre 2014   | J13     | Tours FC               | Dom. | 2 - 1 | Diallo 49e, Alla 64e                       | 9      | 5.967     |
| Vendredi 7 novembre 2014   | J14     | LB Châteauroux         | Ext. | 1 - 1 | Saïd 13e                                   | 10     | 4.451     |
| Vendredi 21 novembre 2014  | J15     | GFC Ajaccio            | Ext. | 0 - 1 | -                                          | 10     | 2.078     |
| Vendredi 28 novembre 2014  | J16     | AJ Auxerre             | Dom. | 1 - 1 | Diallo 83e                                 | 11     | 4.918     |
| Vendredi 12 décembre 2014  | J17     | Le Havre AC            | Ext. | 1 - 0 | Guirassy 52e                               | 11     | 6.033     |
| Vendredi 19 décembre 2014  | J18     | Valenciennes FC        | Dom. | 3 - 1 | Bekamenga 22e, Mimoun 70e, Gonçalves 90+2e | 8      | 4.814     |
| Vendredi 9 janvier 2015    | J19     | Clermont Foot 63       | Ext. | 0 - 0 | -                                          | 7      | 2.301     |
| Vendredi 16 janvier 2015   | J20     | Dijon FCO              | Dom. | 1 - 0 | Saïd 48e                                   | 7      | 4.741     |
| Vendredi 23 janvier 2015   | J21     | US Créteil-Lusitanos   | Ext. | 0 - 1 | -                                          | 7      | 2.540     |
| Vendredi 30 janvier 2015   | J22     | ES Troyes AC           | Dom. | 2 - 1 | Saïd 45e, Guirassy 78e                     | 7      | 4.761     |
| Vendredi 6 février 2015    | J23     | AC Ajaccio             | Ext. | 0 - 0 | -                                          | 8      | 3.980     |
| Vendredi 13 février 2015   | J24     | US Orléans LF          | Dom. | 1 - 1 | Alla 42e (pen.)                            | 9      | 5.090     |
| Vendredi 20 février 2015   | J25     | Angers SCO             | Ext. | 0 - 2 | -                                          | 9      | 8.629     |
| Vendredi 27 février 2015   | J26     | AC Arles-Avignon       | Dom. | 1 - 0 | Givet 21e (csc)                            | 8      | 4.568     |
| Vendredi 6 mars 2015       | J27     | AS Nancy-Lorraine      | Ext. | 1 - 1 | Lolohea 69e                                | 9      | 14.685    |
| Vendredi 13 mars 2015      | J28     | Nîmes Olympique        | Dom. | 0 - 1 | -                                          | 11     | 6.265     |
| Samedi 21 mars 2015        | J29     | Stade brestois 29      | Ext. | 0 - 0 | -                                          | 11     | 6.333     |
| Vendredi 3 avril 2015      | J30     | FC Sochaux-Montbéliard | Dom. | 2 - 2 | Saïd 25e, Diallo 56e                       | 10     | 6.812     |
| Vendredi 10 avril 2015     | J31     | Tours FC               | Ext. | 1 - 1 | Robic 53e                                  | 11     | 4.772     |
| Vendredi 17 avril 2015     | J32     | LB Châteauroux         | Dom. | 1 - 0 | Guirassy 9e                                | 9      | 5.302     |
| Vendredi 24 avril 2015     | J33     | GFC Ajaccio            | Dom. | 0 - 2 | -                                          | 10     | 6.490     |
| Mardi 28 avril 2015        | J34     | AJ Auxerre             | Ext. | 1 - 1 | Diallo 18e                                 | 11     | 6.079     |
| Vendredi 1er mai 2015      | J35     | Le Havre AC            | Dom. | 1 - 1 | Guirassy 90e                               | 11     | 5.407     |
| Vendredi 8 mai 2015        | J36     | Valenciennes FC        | Ext. | 2 - 2 | Lolohea 35e 74e                            | 11     | 9.071     |
| Vendredi 15 mai 2015       | J37     | Clermont Foot 63       | Dom. | 3 - 1 | Robic 58e, Gonçalves 61e, Diallo 90e       | 10     | 6.841     |
| Vendredi 22 mai 2015       | J38     | Chamois niortais FC    | Ext. | 3 - 0 | Boumous 6e, Guirassy 16e 18e               | 8      | 5.554     |

| Rang | Équipe                   | Pts | J  | G  | N  | P  | Bp | Bc | Diff |
| ---- | ------------------------ | --- | -- | -- | -- | -- | -- | -- | ---- |
| 1    | ES Troyes AC             | 78  | 38 | 24 | 6  | 8  | 61 | 24 | +37  |
| 2    | GFC Ajaccio P            | 65  | 38 | 18 | 11 | 9  | 49 | 37 | +12  |
| 3    | Angers SCO               | 64  | 38 | 18 | 10 | 10 | 47 | 30 | +17  |
| 4    | Dijon FCO                | 61  | 38 | 17 | 10 | 11 | 44 | 34 | +10  |
| 5    | AS Nancy-Lorraine        | 58  | 38 | 15 | 13 | 10 | 53 | 39 | +14  |
| 6    | Stade brestois 29        | 57  | 38 | 14 | 15 | 9  | 41 | 27 | +14  |
| 7    | Le Havre AC              | 55  | 38 | 14 | 13 | 11 | 47 | 37 | +10  |
| 8    | Stade lavallois MFC      | 54  | 38 | 11 | 21 | 6  | 41 | 34 | +7   |
| 9    | AJ Auxerre               | 52  | 38 | 12 | 16 | 10 | 48 | 42 | +6   |
| 10   | FC Sochaux-Montbéliard R | 52  | 38 | 13 | 13 | 12 | 39 | 37 | +2   |
| 11   | Chamois niortais FC      | 50  | 38 | 11 | 17 | 10 | 41 | 42 | -1   |
| 12   | Clermont Foot 63         | 49  | 38 | 12 | 13 | 13 | 43 | 47 | -4   |
| 13   | Nîmes Olympique          | 46  | 38 | 12 | 10 | 16 | 44 | 57 | -13  |
| 14   | US Créteil-Lusitanos     | 45  | 38 | 10 | 15 | 13 | 44 | 52 | -8   |
| 15   | Tours FC                 | 44  | 38 | 12 | 8  | 18 | 49 | 54 | -5   |
| 16   | Valenciennes FC R        | 42  | 38 | 10 | 12 | 16 | 34 | 51 | -17  |
| 17   | AC Ajaccio R             | 41  | 38 | 9  | 14 | 15 | 32 | 42 | -10  |
| 18   | US Orléans LF P          | 40  | 38 | 9  | 13 | 16 | 36 | 47 | -11  |
| 19   | LB Châteauroux           | 32  | 38 | 7  | 11 | 20 | 31 | 63 | -32  |
| 20   | AC Arles-Avignon         | 30  | 38 | 7  | 9  | 22 | 31 | 59 | -28  |

Promotions et relégations
- Montée en Ligue  1 2015-2016
- Repêché à la suite des rétrogradations administratives d'autres clubs
- Relégration en National 2015-2016
- Rétrogeation en National 2015-2016

Abréviations
- R : Relégué de Ligue  1 2013-2014
- P : Promu de National 2013-2014

### Coupe de France
| Date                    | Tour            | Adversaire                  | Niveau    | Lieu | Score | Buteurs du club                                                                  | Affluence |
| ----------------------- | --------------- | --------------------------- | --------- | ---- | ----- | -------------------------------------------------------------------------------- | --------- |
| Samedi 15 novembre 2014 | 7e tour         | US Saint-Berthevin          | DSR (D8)  | Ext. | 7 - 0 | Saïd 22e 37e, Bourgeois 26e 75e (pen.), Mimoun 45e, Alla 56e (pen.), Boumous 63e | 2.300     |
| Samedi 6 décembre 2014  | 8e tour         | Voltigeurs de Châteaubriant | CFA2 (D5) | Ext. | 2 - 1 | Guirassy 16e, Saïd 50e                                                           | 2.500     |
| Samedi 3 janvier 2014   | 1/32e de finale | Stade brestois 29           | L2 (D2)   | Ext. | 0 - 1 | -                                                                                | 5.932     |

### Coupe de la Ligue
| Date                  | Tour            | Adversaire             | Niveau  | Lieu | Score | Buteurs du club            | Affluence |
| --------------------- | --------------- | ---------------------- | ------- | ---- | ----- | -------------------------- | --------- |
| Mardi 12 août 2014    | 1er tour        | FC Sochaux-Montbéliard | L2 (D2) | Dom. | 2 - 0 | Robic 11e, Goncalves 90+3e | 5.737     |
| Mardi 26 août 2014    | 2e tour         | Dijon FCO              | L2 (D2) | Dom. | 1 - 0 | Diallo 51e                 | 3.824     |
| Mardi 28 octobre 2014 | 1/16e de finale | FC Nantes              | L1 (D1) | Ext. | 0 - 4 | -                          | 24.551    |

## Statistiques

### Statistiques collectives
| Compétition       | Débute au tour | Termine         | Matches joués | Gagnés | Nuls | Perdus | Buts pour | Buts contre | Différence |
| ----------------- | -------------- | --------------- | ------------- | ------ | ---- | ------ | --------- | ----------- | ---------- |
| Ligue 2           | -              | 8e              | 38            | 11     | 21   | 6      | 41        | 34          | +7         |
| Coupe de France   | 7e tour        | 1/32e de finale | 3             | 2      | 0    | 1      | 9         | 2           | +7         |
| Coupe de la Ligue | 1er tour       | 1/16e de finale | 3             | 2      | 0    | 1      | 3         | 4           | -1         |
| Total             | -              | -               | 44            | 15     | 21   | 8      | 53        | 40          | +13        |

### Buteurs
| N° | Pos. | Nat. | Nom                 | Ligue 2 | Coupe de France | Coupe de la Ligue | Total |
| -- | ---- | ---- | ------------------- | ------- | --------------- | ----------------- | ----- |
| 11 | A    |      | Mamadou Diallo      | 6       | -               | 1                 | 7     |
| 19 | A    |      | Serhou Guirassy     | 6       | 1               | -                 | 7     |
| 7  | A    |      | Wesley Saïd         | 4       | 3               | -                 | 7     |
| 18 | M    |      | Hassane Alla        | 5       | 1               | -                 | 6     |
| 23 | M    |      | Antony Robic        | 4       | -               | 1                 | 5     |
| 10 | M    |      | César Lolohea       | 5       | -               | -                 | 5     |
| 9  | A    |      | Christian Bekamenga | 4       | -               | -                 | 4     |
| 14 | A    |      | Maxime Bourgeois    | 1       | 2               | -                 | 3     |
| 6  | M    |      | Anthony Gonçalves   | 2       | -               | 1                 | 3     |
| 15 | M    |      | Hugo Boumous        | 1       | 1               | -                 | 2     |
| 17 | M    |      | Martin Mimoun       | 1       | 1               | -                 | 2     |
| 21 | D    |      | Malik Couturier     | 1       | -               | -                 | 1     |
|    |      |      | csc                 | 1       | -               | -                 | 1     |
|    |      |      | Total               | 41      | 9               | 3                 | 53    |

### Notations de la presse
La rédaction sportive de Ouest-France note les performances des joueurs lavallois à chaque match. Les notes moyennes du onze type à l'issue de la saison sont les suivantes :
| Poste | Joueur             | Matches joués | Note moyenne |
| ----- | ------------------ | ------------- | ------------ |
| GB    | Lionel Cappone     | 34            | 6,1          |
| DD    | Fouad Chafik       | 37            | 6,2          |
| DC    | Malik Couturier    | 30            | 5,9          |
| DC    | Djibril Konaté     | 36            | 5,8          |
| DG    | Pierre-Yves Polmat | 17            | 5,9          |
| MC    | Anthony Gonçalves  | 35            | 6,1          |
| MDC   | Adrien Monfray     | 25            | 5,9          |
| MC    | Hassane Alla       | 34            | 5,9          |
| MOD   | Anthony Robic      | 38            | 5,6          |
| BC    | Mamadou Diallo     | 32            | 5,6          |
| MOG   | Wesley Saïd        | 30            | 5,6          |

## Affluences
L'affluence à domicile du Stade lavallois atteint un total :
- de 106.060 spectateurs en 19 rencontres de Ligue 2, soit une moyenne de 5.582/match,
- de 9.551 spectateurs en 2 rencontres de Coupe de la Ligue, soit une moyenne de 4.781/match,
- de 115.611 spectateurs en 21 rencontres toutes compétitions confondues, soit une moyenne de 5.505/match.

Affluence du Stade lavallois à domicile